# Lac-du-Cerf
Lac-du-Cerf är en kommun i provinsen Québec i Kanada. Den ligger i regionen Laurentides, i den sydöstra delen av landet, 100 km norr om huvudstaden Ottawa.